# Jamaica az 1968. évi nyári olimpiai játékokon
Jamaica a mexikói Mexikóvárosban megrendezett 1968. évi nyári olimpiai játékok egyik részt vevő nemzete volt. Az országot az olimpián 5 sportágban 25 sportoló képviselte, akik összesen 1 érmet szereztek.

## Érmesek
| Érem  | Versenyző     | Sportág  | Versenyszám |
| ----- | ------------- | -------- | ----------- |
| Ezüst | Lennox Miller | Atlétika | Férfi 100 m |

## Atlétika
Férfi
| Versenyző                                               | Versenyszám     | Előfutam      | Előfutam      | Előfutam      | Negyeddöntő | Negyeddöntő | Negyeddöntő | Elődöntő | Elődöntő | Elődöntő | Döntő   | Döntő    |
| Versenyző                                               | Versenyszám     | Idő           | Hely.         | Össz.         | Idő         | Hely.       | Össz.       | Idő      | Hely.    | Össz.    | Idő     | Helyezés |
| ------------------------------------------------------- | --------------- | ------------- | ------------- | ------------- | ----------- | ----------- | ----------- | -------- | -------- | -------- | ------- | -------- |
| Pablo McNeil                                            | 100 m           | 10,62         | 6.            | 45.           | kiesett     | kiesett     | kiesett     | kiesett  | kiesett  | kiesett  | kiesett | kiesett  |
| Lennox Miller                                           | 100 m           | 10,15         | 1.            | 3.            | 10,11       | 1.          | 3.          | 10,15    | 2.       | 4.       | 10,04   |          |
| Michael Fray                                            | 200 m           | 20,62         | 1.            | 5.            | 20,39       | 1.          | 2.          | 20,46    | 3.       | 5.       | 20,63   | 7.       |
| Clifton Forbes                                          | 400 m           | 45,75         | 2.            | 7.            | 46,29       | 5.          | 19.         | kiesett  | kiesett  | kiesett  | kiesett | kiesett  |
| Neville Myton                                           | 800 m           | nem ért célba | nem ért célba | nem ért célba |             |             |             | kiesett  | kiesett  | kiesett  | kiesett | kiesett  |
| Byron Dyce                                              | 800 m           | 1:48,58       | 4.            | 15.           |             |             |             | 1:47,30  | 6.       | 10.      | kiesett | kiesett  |
| Byron Dyce                                              | 1500 m          | 3:54,65       | 8.            | 27.           |             |             |             | kiesett  | kiesett  | kiesett  | kiesett | kiesett  |
| Errol Stewart Michael Fray Clifton Forbes Lennox Miller | 4 × 100 m váltó | 38,65         | 1.            | 1.            |             |             |             | 38,39    | 1.       | 1.       | 38,47   | 4.       |

| Versenyző         | Versenyszám | Selejtező | Selejtező | Döntő    | Döntő    |
| Versenyző         | Versenyszám | Eredmény  | Helyezés  | Eredmény | Helyezés |
| ----------------- | ----------- | --------- | --------- | -------- | -------- |
| Victor Brooks     | Távolugrás  | 772 cm    | 13.       | 751 cm   | 15.      |
| Wellesley Clayton | Távolugrás  | 757 cm    | 23.       | kiesett  | kiesett  |
| Lennox Burgher    | Hármasugrás | 15,29 m   | 30.       | kiesett  | kiesett  |

Női
| Versenyző                                                | Versenyszám     | Előfutam | Előfutam | Előfutam | Negyeddöntő | Negyeddöntő | Negyeddöntő | Elődöntő | Elődöntő | Elődöntő | Döntő   | Döntő    |
| Versenyző                                                | Versenyszám     | Idő      | Hely.    | Össz.    | Idő         | Hely.       | Össz.       | Idő      | Hely.    | Össz.    | Idő     | Helyezés |
| -------------------------------------------------------- | --------------- | -------- | -------- | -------- | ----------- | ----------- | ----------- | -------- | -------- | -------- | ------- | -------- |
| Carmen Smith                                             | 80 m gát        | 11,09    | 4.       | 23.      |             |             |             | kiesett  | kiesett  | kiesett  | kiesett | kiesett  |
| Carmen Smith                                             | 100 m           | 11,94    | 7.       | 34.      | kiesett     | kiesett     | kiesett     | kiesett  | kiesett  | kiesett  | kiesett | kiesett  |
| Vilma Charlton                                           | 100 m           | 11,71    | 6.       | 22.*     | kiesett     | kiesett     | kiesett     | kiesett  | kiesett  | kiesett  | kiesett | kiesett  |
| Vilma Charlton                                           | 200 m           | 24,39    | 6.       | 30.      |             |             |             | kiesett  | kiesett  | kiesett  | kiesett | kiesett  |
| Una Morris                                               | 200 m           | 23,80    | 3.       | 20.      |             |             |             | 23,59    | 7.       | 13.      | kiesett | kiesett  |
| Una Morris                                               | 400 m           | 54,19    | 4.       | 14.      |             |             |             | 54,63    | 6.       | 13.      | kiesett | kiesett  |
| Adlin Mair-Clarke Carmen Smith Una Morris Vilma Charlton | 4 × 100 m váltó | kizárták | kizárták | kizárták |             |             |             |          |          |          | kiesett | kiesett  |

| Versenyző   | Versenyszám   | Selejtező | Selejtező | Döntő            | Döntő            |
| Versenyző   | Versenyszám   | Eredmény  | Helyezés  | Eredmény         | Helyezés         |
| ----------- | ------------- | --------- | --------- | ---------------- | ---------------- |
| Audrey Reid | Magasugrás    | 171 cm    | 15.       | kiesett          | kiesett          |
| Mary McNeil | Diszkoszvetés |           |           | nem állt rajthoz | nem állt rajthoz |

* - három másik versenyzővel azonos időt ért el

## Ökölvívás
| Versenyző        | Versenyszám | Selejtező                | 32-es főtábla             | Nyolcaddöntő                 | Negyeddöntő       | Elődöntő          | Döntő             | Helyezés |
| Versenyző        | Versenyszám | Ellenfél Eredmény        | Ellenfél Eredmény         | Ellenfél Eredmény            | Ellenfél Eredmény | Ellenfél Eredmény | Ellenfél Eredmény | Helyezés |
| ---------------- | ----------- | ------------------------ | ------------------------- | ---------------------------- | ----------------- | ----------------- | ----------------- | -------- |
| Kenneth Campbell | Harmatsúly  | Hermes Silva (NCA) · 5-0 | Horst Rascher (FRG) · 1-4 | kiesett                      | kiesett           | kiesett           | kiesett           | 17.      |
| Errol West       | Pehelysúly  |                          | Edward Tracey (IRL) · 1-4 | kiesett                      | kiesett           | kiesett           | kiesett           | 17.      |
| Oliver Wright    | Középsúly   |                          | erőnyerő                  | Agustín Zaragoza (MEX) · 0-5 | kiesett           | kiesett           | kiesett           | 9.       |

## Súlyemelés
| Versenyző       | Versenyszám | Nyomás                   | Nyomás                   | Szakítás | Szakítás | Lökés    | Lökés    | Összesen | Helyezés |
| Versenyző       | Versenyszám | Eredmény                 | Helyezés                 | Eredmény | Helyezés | Eredmény | Helyezés | Összesen | Helyezés |
| --------------- | ----------- | ------------------------ | ------------------------ | -------- | -------- | -------- | -------- | -------- | -------- |
| Cedric Demetris | 82,5 kg     | érvényes kísérlet nélkül | érvényes kísérlet nélkül | kiesett  | kiesett  | kiesett  | kiesett  | kiesett  | kiesett  |

## Úszás
Férfi
| Versenyző | Versenyszám | Előfutam | Előfutam | Előfutam | Elődöntő | Elődöntő | Elődöntő | Döntő   | Döntő    |
| Versenyző | Versenyszám | Idő      | Hely.    | Össz.    | Idő      | Hely.    | Össz.    | Idő     | Helyezés |
| --------- | ----------- | -------- | -------- | -------- | -------- | -------- | -------- | ------- | -------- |
| Paul Nash | 100 m gyors | 59,0     | 6.       | 53.*     | kiesett  | kiesett  | kiesett  | kiesett | kiesett  |

* - egy másik versenyzővel azonos időt ért el

## Vitorlázás
Nyílt
| Versenyző                                           | Versenyszám     | Futam  | Futam | Futam  | Futam | Futam | Futam | Futam | Pontszám | Helyezés |
| Versenyző                                           | Versenyszám     | 1      | 2     | 3      | 4     | 5     | 6     | 7     | Pontszám | Helyezés |
| --------------------------------------------------- | --------------- | ------ | ----- | ------ | ----- | ----- | ----- | ----- | -------- | -------- |
| Michael Anthony Nunes William Plant                 | Repülő hollandi | (36,0) | 35,0  | 29,0   | 27,0  | 30,0  | 28,0  | 26,0  | 175,0    | 26.      |
| Steven Henriques Barton Kirkconnell Charles Ogilvie | Sárkányhajó     | 17,0   | 22,0  | (28,0) | 27,0  | 28,0  | 23,0  | 21,0  | 138,0    | 20.      |